# Marie-Jean-François Allard
Marie-Jean-François Allard OMI (* 27. November 1806 in La Roche-de-Rame, Département Hautes-Alpes; † 26. September 1889 in Rom) war ein französischer römisch-katholischer Ordensgeistlicher und Apostolischer Vikar von Natal.

## Leben
Marie-Jean-François Allard empfing am 15. Juni 1830 das Sakrament der Priesterweihe für das Bistum Gap. Im Oktober 1837 trat er der Ordensgemeinschaft der Oblaten der Unbefleckten Jungfrau Maria bei und legte am 1. November 1838 die ewige Profess ab.
Am 31. Januar 1851 ernannte ihn Papst Pius IX. zum Titularbischof von Sebaste in Palaestina und zum ersten Apostolischen Vikar von Natal. Der Erzbischof von Marseille, Eugen von Mazenod OMI, spendete ihm am 13. Juli desselben Jahres die Bischofsweihe; Mitkonsekratoren waren der Bischof von Viviers, Joseph Hippolyte Guibert OMI, und der Bischof von Fréjus, Casimir Wicart.
Allard nahm am Ersten Vatikanischen Konzil teil. Am 11. Juni 1874 nahm Papst Pius IX das von Marie-Jean-François Allard vorgebrachte Rücktrittsgesuch an und ernannte ihn am 23. Juni desselben Jahres zum Titularerzbischof von Tharona.